# Storytel
Storytel es una empresa de origen sueco que ofrece un servicio de streaming de audiolibros, e-books y pódcast a través de su propia plataforma de suscripción. La aplicación está disponible para descargar en Google Play Store para dispositivos Android y en App Store para iOS.
Storytel es hoy el servicio de audiolibros y libros electrónicos más grande del norte de Europa con más de 300.000 títulos en su catálogo y con más de 1.000.000 de suscriptores en la plataforma. La compañía opera en más de 17 mercados a nivel mundial.

## Historia

### Fundación de la empresa
Fundada por Jonas Tellander y Jon Huksson en el año 2005, la startup nació originalmente bajo el nombre de Bokilur.
La empresa se anticipó lo suficiente como para que en ese momento apenas fuera acogida por la sociedad, cuestión que más adelante lograría solventar gracias la proliferación de los teléfonos inteligentes y al aumento de consumo de audio que supuso aplicaciones como Spotify y Netflix. Tres años más tarde y al borde de la quiebra, en 2009, Jonas Tellander participó en el programa de la televisión sueca Draknästet emitido en el canal SVT donde presentó el proyecto frente a cinco inversores para que apostaran por él y uno de ellos aceptó financiarlo.
Debido a su fiel apuesta y a su constante perseverancia en el trabajo, los fundadores siguieron luchando por hacerse un hueco en el sector editorial creyendo en su propio modelo de negocio.

### Primeros reconocimientos
En 2013, Storytel comenzó a reconocerse en Suecia y Dinamarca gracias a sus sólidas inversiones en marketing y publicidad. Hasta ese momento ninguna empresa se encontraba a su alcance, por lo que tenían una ventaja indiscutible para ser líderes en el mercado del audio. La propia venta de libros electrónicos también hizo que su popularidad creciera en las bibliotecas de ambos países.
Paralelamente a Storytel y siguiendo con su espíritu emprendedor, los fundadores de la startup lanzaron Ztory al mercado, una nueva aplicación con un servicio de suscripción a periódicos y revistas similar a su proyecto principal.

### Impacto en el mercado
El sector editorial se ha visto inmerso en una gran transformación digital debido al cambio que han supuesto las nuevas tecnologías. Los nuevos hábitos de consumo, métodos y emergentes modelos de negocio como por ejemplo Storytel, han hecho más accesible la lectura, tal y como comenzó haciéndolo el libro electrónico. Uno de los factores que ha supuesto el incremento del índice de lectores en el sector del libro ha sido el formato del audiolibro, despuntando y mostrando ser la alternativa para los lectores que disponen de poco tiempo o para los que están dispuestos a probar otro tipo de lectura. La acogida del audiolibro ha impactado tanto en el mercado que algunos editores están cambiando los pasos previos de la edición para publicar más rápidamente en este formato.

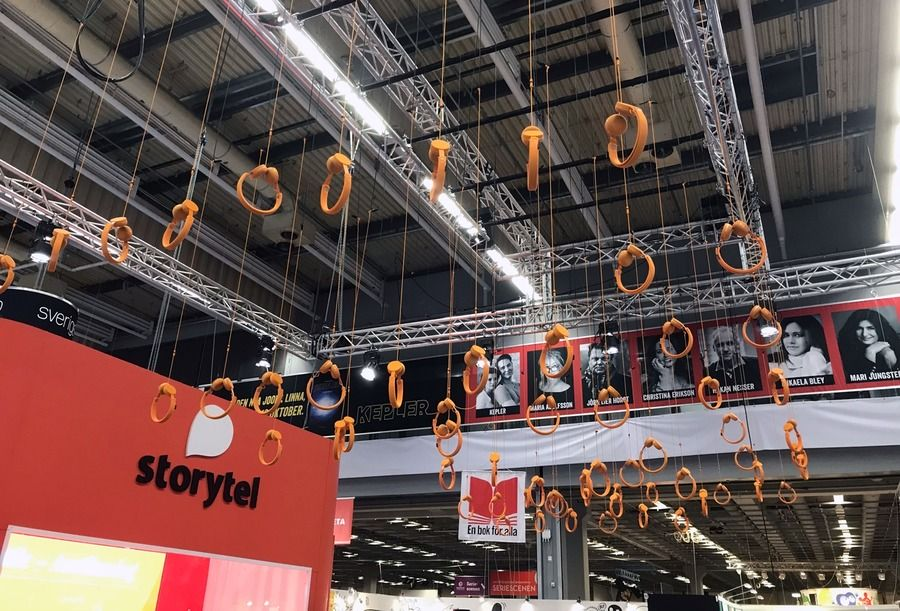
Presencia de Storytel en la feria del libro de Gotemburgo, 2018. © Lima Andruska

El primer gran éxito de la compañía fue en 2016 con la compra de Norstedts Förlags, el segundo grupo editorial sueco más grande del país por 18 millones de euros (152M SK). Esta fue fundada en 1823 y es una editora de importantes galardones y premios Nobel. Entre sus autores más conocidos se encuentran Stieg Larrsson y Astrid Lindgren.
Ese mismo año, también adquiere Mofibo, su primer competidor danés de audiolibros.
People’s Press, la cuarta editorial más grande danesa fue adquirida por la compañía en 2017. A mediados ese mismo año ya contaba con 500.000 suscriptores en su plataforma.
Su última adquisición fue Gummerus Publishers en 2019, la tercera editorial potencial finlandesa.

### Actualidad
Actualmente la empresa está compuesta por dos áreas de negocios: streaming y publishing; el primero, por un servicio basado en la suscripción de audiolibros y libros electrónicos y el segundo, por negocios editoriales llevados a cabo por Norstedts, Massolit, StorySide, Printz Publishing, People's Press, Rabén & Sjögren, B.Wahlströms y Norstedts Kartor, Rubinstein y Gummerus Publishers.
El 12 de agosto de 2019, Storytel anunció que su plataforma supera la cifra de un millón de suscriptores, lo que supone un gran impacto en el mercado del libro a nivel mundial.

## Funcionamiento y particularidades

### Registro y acceso al catálogo
Para acceder a los servicios de Storytel, el usuario debe crear una cuenta desde su sitio web o desde su propia aplicación, disponible para Android y iOS. Facilitando sus datos personales, en el momento del registro podrá acceder al catálogo con total libertad.
La «biblioteca» es el lugar donde se almacenan los audiolibros y libros electrónicos que el usuario tiene como favoritos o pendientes, tanto como para reproducir desde cero o desde el lugar donde lo de lo pausó, ya que la propia aplicación añade un marcador de forma automática para facilitar su uso. La biblioteca también se clasifica de forma automática según el orden de reproducción pero permite listarla por orden alfabético o por fecha de modificación.

### Durante la reproducción
El reproductor permite modificar la velocidad de narración, el salto a distintos pasajes y la inserción de marcadores con notas sobre posiciones determinadas. Además, también cuenta con el «Modo sueño» un temporizador para detener la reproducción de forma automática.
El «Modo sin conexión» o «función offline» permitirá asegurar al usuario la continuidad de uso de la aplicación cuando no disponga de conexión a Internet, por lo que los audiolibros pueden almacenarse en la nube o también llamada biblioteca. Storytel recomienda usar este modo durante viajes o salidas al extranjero.
A principios de 2019 se anunció el nuevo modo llamado «Kids Mode», una función destinada al público infantil que filtra el contenido del catálogo para adecuarlo a los más jóvenes, haciendo inaccesible el contenido que los padres del menor deseen.
De forma excepcional, los usuarios de iOS cuentan con la función Airplay permitiendo sincronizar auriculares o altavoces Bluetooth activándolo desde su teléfono inteligente.
En el lector de libros electrónicos el usuario puede modificar el tamaño de fuente, el color de fondo del dispositivo y la configuración de la luz o brillo. También establece un marcador para continuar con la lectura en el caso de que la aplicación se cierre de forma inesperada.

## Planes de suscripción
El servicio de streaming Storytel ofrece distintos planes de suscripción mensual para ajustarse a las necesidades del usuario. Cada cuenta consta con una biblioteca personal:
| Plan Unlimited (9,99€)    | 1 cuenta  | Kids Mode | Libros ilimitados | Modo sin conexión |
| Plan Family (14,99€)      | 2 cuentas | Kids Mode | Libros ilimitados | Modo sin conexión |
| Plan Family Plus (19,99€) | 3 cuentas | Kids Mode | Libros ilimitados | Modo sin conexión |

También ofrece la posibilidad de regalar una suscripción mensual, trimestral o anual en formato tarjeta regalo. También permite regalar un único audiolibro a otro usuario que no haya probado antes el servicio.

## Disponibilidad geográfica e idiomas
La plataforma se encuentra actualmente en Suecia, Noruega, Dinamarca, Finlandia, Islandia, Alemania, Rusia, Países Bajos, Polonia, España, Italia, Turquía, India, Emiratos Árabes Unidos, Bulgaria, Singapur, México, Brasil y Corea del Sur.
En Storytel España se pueden encontrar audiolibros y libros electrónicos en español, catalán, euskera, inglés e italiano.

## Categorías
El catálogo ofrece distintos géneros y temáticas: infantil; erótica; clásicos; novela; romance; biografía; no ficción; poesía; idiomas; religión y espiritualidad; negra y criminal; fantasía y ciencia ficción; relatos; suspense y terror; economía y negocios; historia; crecimiento personal y juvenil. Todas ellas también se muestran ordenadas por colecciones si cuentan con otros volúmenes.
El buscador permite encontrar los títulos de las obras así como sus autores. Además, en la búsqueda de audiolibros también se puede encontrar a los narradores, agrupándolos como si de un propio autor se tratase.